# Jankov (Boêmia Central)
Jankov é uma comuna checa localizada na região da Boêmia Central, distrito de Benešov.